# Superliga de Serbia 2017-18
La temporada 2017-18, es la 12ª edición de la Superliga de Serbia, la máxima categoría del fútbol serbio. La competición se inició el 21 de julio de 2017 y finalizara el 19 de mayo de 2018. El Partizan Belgrado es el vigente campeón.

## Formato
Los 16 equipos participantes jugaron entre sí todos contra todos dos veces totalizando 30 partidos cada uno. Al término de la fecha 30 los 8 primeros pasaron a jugar en el Grupo campeonato, mientras que los 8 restantes lo hicieron en el Grupo descenso: dentro de cada grupo los equipos jugaron entre sí una sola vez, sumando 7 partidos más.
El primer clasificado del grupo campeonato obtiene un cupo para la segunda ronda de la Liga de Campeones de la UEFA 2018-19, mientras que el segundo y tercer clasificado obtienen un cupo para la primera ronda de la Liga Europa de la UEFA 2018-19; por otro lado los dos últimos clasificados del grupo descenso descienden a la Prva Liga Srbija 2018-19.
Un tercer cupo para la primera ronda de la Liga Europea 2018-19 fue asignado al campeón de la Copa de Serbia.

## Ascensos y descensos
Un total de 16 equipos disputan la liga, los clubes Metalac Gornji Milanovac y FK Novi Pazar descendidos la temporada anterior son reemplazados para este torneo por el campeón y subcampeón de la Primera Liga Serbia, el FK Mačva Šabac y FK Zemun respectivamente.
| Pos. | Descendidos de la Superliga de Serbia 2016-17 |
| ---- | --------------------------------------------- |
| 15.º | FK Metalac Gornji Milanovac                   |
| 16.º | FK Novi Pazar                                 |

| Pos. | Ascendidos de la Primera Liga Serbia 2016-17 |
| ---- | -------------------------------------------- |
| 1.º  | FK Mačva Šabac                               |
| 2.º  | FK Zemun                                     |

## Equipos participantes
| Equipo                 | Ciudad        | Estadio                     | Capacidad |
| ---------------------- | ------------- | --------------------------- | --------- |
| FK Bačka Bačka Palanka | Backa Palanka | Stadion Slavko Maletin Vava | 5.500     |
| FK Borac Čačak         | Čačak         | Čačak Stadium               | 8.000     |
| FK Čukarički           | Belgrado      | Stadion Čukarički           | 4.070     |
| FK Estrella Roja       | Belgrado      | Estadio Estrella Roja       | 55.538    |
| FK Javor Ivanjica      | Ivanjica      | Stadion Ivanjica            | 4.000     |
| FK Mačva Šabac         | Šabac         | Gradski stadion Šabac       | 8.000     |
| FK Mladost Lučani      | Lučani        | Stadion Mladost Lučani      | 8.000     |
| FK Napredak Kruševac   | Kruševac      | Stadion Mladost Kruševac    | 10.811    |
| FK Partizan            | Belgrado      | Estadio Partizan            | 34.000    |
| FK Rad Belgrado        | Belgrado      | Stadion Kralj Petar I       | 6.000     |
| FK Radnički Niš        | Niš           | Stadion Čair                | 18.151    |
| FK Radnik Surdulica    | Surdulica     | Gradski stadion Surdulica   | 3.500     |
| FK Spartak Subotica    | Subotica      | Gradski stadion Subotica    | 13.000    |
| FK Vojvodina           | Novi Sad      | Estadio Karađorđe           | 14.458    |
| FK Voždovac            | Belgrado      | Estadio Voždovac            | 5.200     |
| FK Zemun               | Belgrado      | Zemun Stadium               | 10.000    |

## Tabla de posiciones

### Temporada regular
| Pos. | Equipo              | Pts. | PJ | G  | E | P  | GF | GC | Dif. | Clasificación                     |
| ---- | ------------------- | ---- | -- | -- | - | -- | -- | -- | ---- | --------------------------------- |
| 1    | Estrella Roja       | 77   | 30 | 25 | 4 | 1  | 75 | 15 | +60  | Clasificación al Grupo Campeonato |
| 2    | Partizan            | 65   | 30 | 20 | 7 | 3  | 59 | 23 | +36  | Clasificación al Grupo Campeonato |
| 3    | Čukarički           | 51   | 30 | 14 | 9 | 7  | 43 | 26 | +17  | Clasificación al Grupo Campeonato |
| 4    | Radnički Niš        | 50   | 30 | 14 | 8 | 8  | 46 | 40 | +6   | Clasificación al Grupo Campeonato |
| 5    | Spartak Subotica    | 49   | 30 | 14 | 7 | 9  | 55 | 39 | +16  | Clasificación al Grupo Campeonato |
| 6    | Voždovac            | 47   | 30 | 13 | 8 | 9  | 41 | 29 | +12  | Clasificación al Grupo Campeonato |
| 7    | Napredak Kruševac   | 46   | 30 | 13 | 7 | 10 | 49 | 42 | +7   | Clasificación al Grupo Campeonato |
| 8    | Vojvodina Novi Sad  | 44   | 30 | 12 | 8 | 10 | 33 | 29 | +4   | Clasificación al Grupo Campeonato |
| 9    | Radnik Surdulica    | 36   | 30 | 10 | 6 | 14 | 33 | 52 | −19  | Clasificación al Grupo Descenso   |
| 10   | Zemun               | 35   | 30 | 9  | 8 | 13 | 30 | 38 | −8   | Clasificación al Grupo Descenso   |
| 11   | Mladost Lučani      | 35   | 30 | 9  | 8 | 13 | 36 | 44 | −8   | Clasificación al Grupo Descenso   |
| 12   | Mačva Šabac         | 31   | 30 | 9  | 4 | 17 | 31 | 47 | −16  | Clasificación al Grupo Descenso   |
| 13   | Bačka Bačka Palanka | 30   | 30 | 8  | 6 | 16 | 30 | 53 | −23  | Clasificación al Grupo Descenso   |
| 14   | Javor Ivanjica      | 25   | 30 | 7  | 4 | 19 | 25 | 48 | −23  | Clasificación al Grupo Descenso   |
| 15   | Borac Čačak         | 23   | 30 | 6  | 5 | 19 | 25 | 57 | −32  | Clasificación al Grupo Descenso   |
| 16   | Rad Belgrado        | 21   | 30 | 6  | 3 | 21 | 29 | 58 | −29  | Clasificación al Grupo Descenso   |

 Fuente: SuperLiga (en serbio), Soccerway
Criterios de clasificación: 1) Puntos; 2) puntos entre sí; 3) diferencia de goles; 4) Goles marcados.
Notas:
1. ↑  Estrella Roja dos puntos de descuento.[3]
2. ↑  Partizan dos puntos de descuento.[3]

### Grupo campeonato
| Pos. | Equipo             | Pts. | PJ | G  | E | P  | GF | GC | Dif. | Clasificación                                                 |
| ---- | ------------------ | ---- | -- | -- | - | -- | -- | -- | ---- | ------------------------------------------------------------- |
| 1    | Estrella Roja (C)  | 60   | 37 | 32 | 4 | 1  | 96 | 19 | +77  | Clasifica a Liga de Campeones de la UEFA 2018-19              |
| 2    | Partizan           | 43   | 37 | 23 | 8 | 6  | 71 | 33 | +38  | Primera fase clasificatoria de Liga Europa de la UEFA 2018-19 |
| 3    | Radnički Niš       | 37   | 37 | 18 | 8 | 11 | 63 | 51 | +12  | Primera fase clasificatoria de Liga Europa de la UEFA 2018-19 |
| 4    | Spartak Subotica   | 37   | 37 | 18 | 7 | 12 | 62 | 49 | +13  |                                                               |
| 5    | Voždovac           | 33   | 37 | 16 | 8 | 13 | 48 | 42 | +6   |                                                               |
| 6    | Čukarički          | 32   | 37 | 16 | 9 | 12 | 54 | 44 | +10  |                                                               |
| 7    | Napredak Kruševac  | 30   | 37 | 15 | 8 | 14 | 57 | 55 | +2   |                                                               |
| 8    | Vojvodina Novi Sad | 28   | 37 | 14 | 8 | 15 | 43 | 43 | 0    |                                                               |

 Fuente: UEFA, Soccereway
Criterios de clasificación: 1) Puntos; 2) puntos entre sí; 3) diferencia de goles; 4) Goles marcados.

### Grupo descenso
| Pos. | Equipo              | Pts. | PJ | G  | E  | P  | GF | GC | Dif. | Descenso                          |
| ---- | ------------------- | ---- | -- | -- | -- | -- | -- | -- | ---- | --------------------------------- |
| 9    | Radnik Surdulica    | 28   | 37 | 13 | 7  | 17 | 42 | 60 | −18  |                                   |
| 10   | Mladost Lučani      | 27   | 37 | 11 | 11 | 15 | 44 | 52 | −8   |                                   |
| 11   | Zemun               | 26   | 37 | 11 | 10 | 16 | 39 | 46 | −7   |                                   |
| 12   | Mačva Šabac         | 26   | 37 | 11 | 8  | 18 | 38 | 52 | −14  |                                   |
| 13   | Rad Belgrado        | 26   | 37 | 10 | 6  | 21 | 40 | 64 | −24  |                                   |
| 14   | Bačka Bačka Palanka | 25   | 37 | 11 | 7  | 19 | 41 | 64 | −23  |                                   |
| 15   | Javor Ivanjica      | 24   | 37 | 10 | 6  | 21 | 33 | 57 | −24  | Descenso a la Primera Liga Serbia |
| 16   | Borac Čačak         | 15   | 37 | 7  | 5  | 25 | 31 | 71 | −40  | Descenso a la Primera Liga Serbia |

 Fuente: UEFA, Soccerway
Criterios de clasificación: 1) Puntos; 2) puntos entre sí; 3) diferencia de goles; 4) Goles marcados.

## Goleadores
- Actualizado al 17 de mayo de 2018.
| Pos | Jugador          | Club                        | Goles |
| --- | ---------------- | --------------------------- | ----- |
| 1   | Aleksandar Pešić | Estrella Roja               | 25    |
| 2   | Milan Pavkov     | Radnički Niš                | 23    |
| 3   | Richmond Boakye  | Estrella Roja               | 15    |
| 4   | Đorđe Ivanović   | Spartak Subotica / Partizan | 13    |
| 4   | Igor Zlatanović  | Radnik Surdulica            | 13    |
| 5   | Mile Savković    | Spartak Subotica            | 11    |
| 5   | Léandre Tawamba  | Partizan                    | 11    |
| 5   | Zoran Tošić      | Partizan                    | 11    |